# 리튬 니켈 망간 코발트 산화물

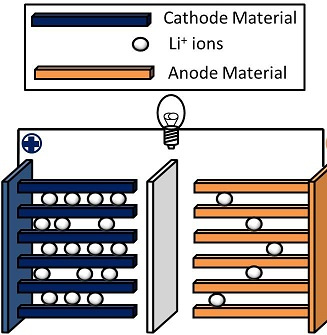
리튬 이온 전지의 일반적인 개략도. 리튬 이온은 충전 및 방전 중 캐소드 또는 양극으로 층간 삽입된다.

리튬 니켈 망가니즈 코발트 산화물(영어: Lithium nickel manganese cobalt oxides, 약어 NMC, Li-NMC, LNMC 또는 NCM)은 리튬, 니켈, 망가니즈 및 코발트의 혼합 금속 산화물이며 일반식은 LiNixMnyCo1-x-yO2이다. 이 재료는 일반적으로 모바일 장치 및 전기차량용 리튬 이온 전지에 양극을 띠는 캐소드로 사용된다.
NMC는 높은 에너지 밀도와 작동 전압으로 인해 전기차량 응용 분야에서 최적화에 대한 특별한 관심이 있다. 금속의 높은 비용 때문에 NMC의 코발트 함량을 줄이는 것도 현재의 목표이다. 또한, 니켈 함량이 증가하면 안정적인 작동 범위 내에서 더 많은 용량을 제공한다.

## 구조

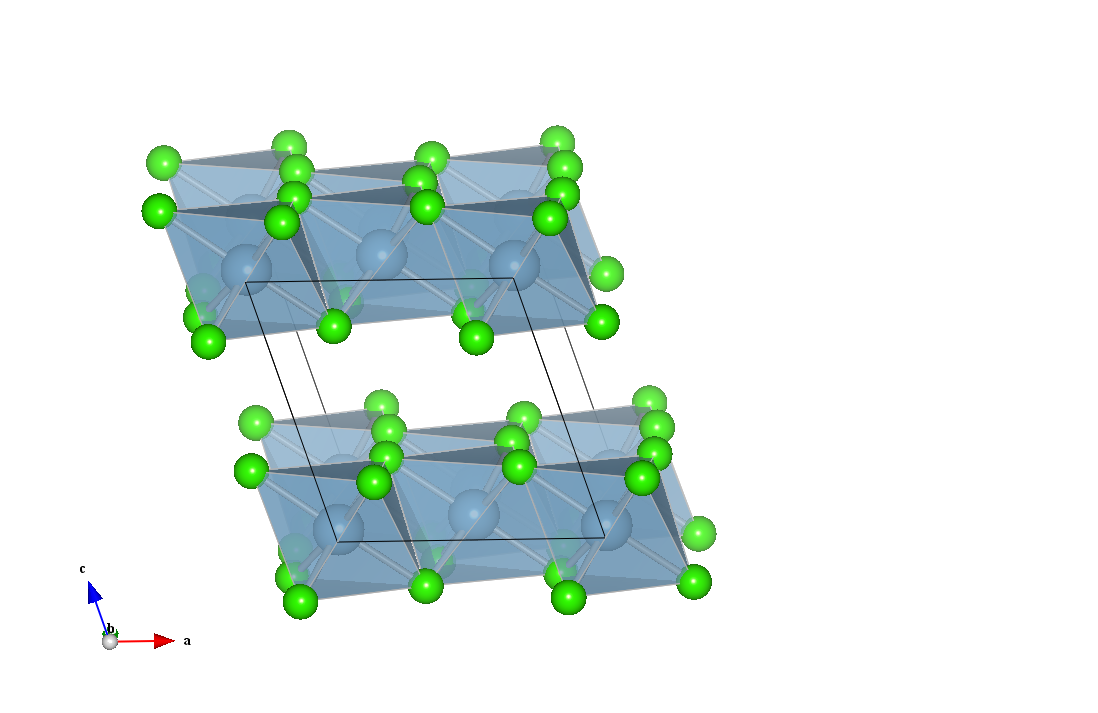
층상 구조의 예. 리튬 이온은 층 사이를 드나들 수 있다.

NMC 재료는 개별 금속 산화물 화합물인 리튬 코발트 산화물(LiCoO2)과 유사한 층상 구조를 가진다. 리튬 이온은 방전 시 층 사이에 층간 삽입되며, 배터리가 충전될 때까지 격자 평면 사이에 남아있다가 리튬이 탈층간 삽입되어 양극으로 이동한다.
말단 멤버인 LiCoO2, LiMnO2, LiNiO2 사이의 고용체 상평형 그림에서의 지점은 화학량론적 NMC 캐소드를 나타낸다. NMC 약어 뒤에 오는 세 숫자는 세 가지 정의 금속의 상대적인 화학량론을 나타낸다. 예를 들어, 니켈 33%, 망가니즈 33%, 코발트 33%의 NMC 몰 조성은 NMC111 (NMC333 또는 NCM333)으로 약칭되며, 화학식은 LiNi0.33Mn0.33Co0.33O2이다. 니켈 50%, 망가니즈 30%, 코발트 20% 조성은 NMC532 (또는 NCM523)라고 불리며, 화학식은 LiNi0.5Mn0.3Co0.2O2이다. 다른 새로운 일반적인 조성은 NMC622 및 NMC811이다. 일반적인 리튬 함량은 일반적으로 총 전이 금속 함량과 1:1 비율을 유지하며, 상업용 NMC 샘플에는 일반적으로 5% 미만의 초과 리튬이 포함된다.

## 성능
NMC 음극에서 배터리 방전 및 충전 중 리튬 이온의 가역 삽입(리튬화) 및 추출(탈리튬화)은 산화물 구조 내 원자의 산화·환원 반응 변화를 포함하는 산화수 반응에 의해 촉진된다.
.
- 기존 관점 (양극 산화·환원): 역사적으로 이 용량은 주로 전이 금속 양이온(Ni, Mn, Co)의 산화 상태 변화, 즉 양이온 산화·환원 반응에 기인했다. 전이 금속은 여러 안정적인 산화 상태를 가질 수 있는 능력 때문에 선택되었다.

- 측정의 어려움: 배터리 작동 중 이들 양이온의 산화 상태를 직접 측정하는 것은 어렵다. X-선 광전자 분광법(XPS)과 같은 기술은 간접적인 증거를 제공하지만, 일반적으로 외부에서 수행된다.[9].

- 새로운 이해 (음극 산화·환원): 최근 연구는 특히 망가니즈가 풍부한 NMC 조성물에서 산소 음이온 산화·환원(음극 산화·환원)이 전하 보상 메커니즘에서 중요한 역할을 한다는 것을 밝혔다. 산소는 산화·환원 반응에 참여하여, 탈리튬화 중에 -2 이외의 산화 상태를 나타낼 수 있다. 이는 산소를 단순한 구경꾼 음이온으로 보는 단순한 관점과 대조된다.[8].

- 설계에 미치는 영향: 첨단 음극 재료의 계산적 설계는 이제 양극 산화·환원과 함께 음극 산화·환원 메커니즘을 명시적으로 고려한다. 이 접근 방식은 특히 NMC와 같은 망가니즈 기반 산화물의 성능을 향상시키는 데 중요했다.

NMC111의 경우, 전하 분포에 이상적인 산화수는 Mn4+, Co3+, Ni2+이다. 코발트와 니켈은 충전 중에 부분적으로 Co4+와 Ni4+로 산화되는 반면, Mn4+는 비활성 상태를 유지하고 구조적 안정성을 유지한다. 전이 금속 화학량론을 변경하면 재료의 특성이 달라져 음극 성능을 조정하는 방법이 제공된다. 가장 주목할 만한 점은 NMC의 니켈 함량을 늘리면 초기 방전 용량이 증가하지만, 열 안정성과 용량 유지율이 낮아진다. 코발트 함량을 늘리는 것은 더 높은 에너지 니켈 또는 화학적으로 안정적인 망가니즈를 대체하는 비용이 들며, 또한 비싸다. 산소는 완전 방전 시 300°C에서 금속 산화물에서 생성되어 브라베 격자를 저하시킬 수 있다. 니켈 함량이 높을수록 산소 생성 온도가 낮아지고 배터리 작동 중 열 생성이 증가한다. 격자에서 Li+가 Ni2+ 이온을 대체하는 양이온 혼합 과정도 니켈 농도가 증가함에 따라 증가한다. Ni2+(0.69Å)와 Li+(0.76Å)의 유사한 크기는 양이온 혼합을 용이하게 한다. 층상 구조에서 니켈을 제거하면 재료의 결합 특성이 변경되어 바람직하지 않은 상을 형성하고 용량이 낮아질 수 있다.

## 합성
결정화도, 입도분포 곡선, 형태, 조성 모두 NMC 재료의 성능에 영향을 미치며, 이러한 매개변수는 다양한 화학 합성 방법을 사용하여 조절할 수 있다. 니켈 망가니즈 코발트 산화물에 대한 첫 번째 보고서는 공침법을 사용했으며, 이는 오늘날에도 여전히 흔히 사용된다. 이 방법은 원하는 양의 금속 전구체를 함께 용해한 다음 건조하여 용매를 제거하는 것을 포함한다. 이 재료는 리튬 공급원과 혼합된 후 산소 분위기에서 최대 900°C로 가열되는 하소 과정을 거친다. 수산화물, 옥살산, 탄산염이 가장 흔한 공침제이다.
졸-겔 방법은 또 다른 일반적인 NMC 합성 방법이다. 이 방법에서는 전이 금속 전구체를 질산염 또는 아세테이트 용액에 용해한 다음, 질산 리튬 또는 아세트산 리튬과 시트르산 용액과 결합한다. 이 혼합물은 염기성 조건에서 약 80°C로 가열하며 점성이 있는 겔이 형성될 때까지 교반한다. 겔은 약 120°C에서 건조된 후 450°C에서 한 번, 800–900°C에서 다시 한 번 두 번 하소하여 NMC 재료를 얻는다.
수열 처리(hydrothermal treatment)는 공침법 또는 졸-겔 경로와 함께 사용할 수 있다. 이는 공침물 또는 겔 전구체를 고압멸균기에 넣고 가열하는 것을 포함한다. 처리된 전구체는 여과되어 일반적인 방법으로 하소된다. 하소 전 수열 처리는 NMC의 결정도를 향상시켜 화학 전지에서 재료의 성능을 높인다. 그러나 이는 재료 처리 시간이 길어지는 단점을 가진다.

## 역사
NMC 음극 재료는 역사적으로 존 B. 구디너프의 1980년대 리튬 코발트 산화물(LiCoO2) 연구와 관련이 있으며, 층상 NaFeO2형 산화물과 초기 리튬 과량과 관련된 Li2MnO3 산화물 사이의 인터그로스로 표현될 수 있다. 리튬이 풍부한 NMC에 대한 첫 번째 보고는 1999년 싱가포르 재료 연구 및 공학 연구소의 자오린 류(Zhaolin Liu) 등이 발표했다. 리튬이 풍부한 NCM 음극 재료에 대한 추가 보고는 2000~2001년경 4개의 연구팀에 의해 독립적으로 보고되었다.
1. 미국 아곤 국립 연구소의 마이클 M. 새커리가 이끄는 그룹[18][19]이 인터그로스 구조를 가진 리튬이 풍부한 음극을 보고했다.
2. 뉴질랜드 퍼시픽 리튬의 브렛 아먼드센(Brett Amundsen)이 이끄는 팀은 Li(LixCryMnz)O2 층상 전기화학 활성 화합물 시리즈를 보고했다.[20]
3. 캐나다 댈하우지 대학교의 제프 던이 이끄는 팀[21]은 금속 M이 크로뮴이 아닌 Li(LixMyMnz)O2의 고용체 조성을 기반으로 한 층상 음극 재료 시리즈를 보고했다.
4. 오사카 시립 대학의 오즈쿠 츠토무가 이끄는 그룹[22]은 리튬 니켈 코발트 알루미늄 산화물을 개발했다.

2023년 현재, NMC 재료의 가장 큰 생산자는 EcoPro, 론베이 기술, 이스프링(Easpring) 및 유미코어이다.

## 특성
NMC 음극이 있는 리튬 이온 전지의 전압은 3.6–3.7 V이다.
아루무감 만티람은 금속의 3d 띠구조가 산소 2p 띠에 상대적으로 위치함으로써 NMC 음극 재료 내에서 각 금속의 역할이 결정된다고 보고했다. 망가니즈 3d 띠는 산소 2p 띠 위에 있어 망가니즈의 높은 화학적 안정성을 초래한다. 코발트와 니켈 3d 띠는 산소 2p 띠와 겹쳐서 산소 이온이 전자 밀도를 잃지 않고 4+ 산화 상태로 충전될 수 있다.

## 용도

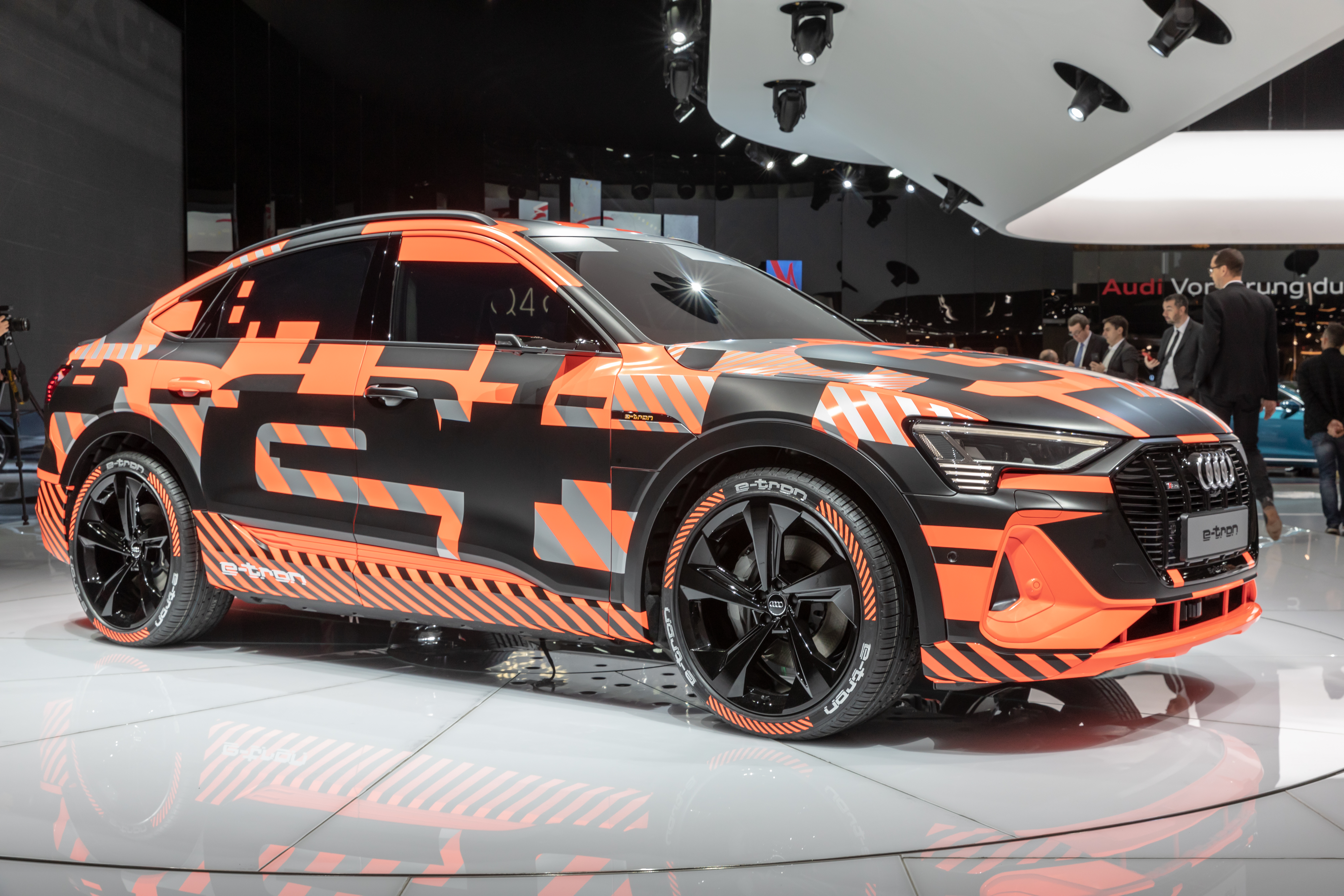
NMC 기반 배터리를 전원으로 사용하는 아우디 e-트론 스포트백

많은 전기자동차는 NMC 음극 배터리를 사용한다. NMC 배터리는 2011년에 BMW 액티브이에, 2013년부터는 BMW i8에 장착되었다. 2020년 현재 NMC 배터리를 사용하는 다른 전기차는 아우디 e-트론 GE, BAIC EU5 R550, BMW i3, BMW i4, BYD 위안 EV535, 쉐보레 볼트, 현대 코나 일렉트릭, 재규어 I-페이스, 장링 모터스 JMC E200L, 니오 ES6, 닛산 리프 S 플러스, 르노 조에, 로위 Ei5, 폭스바겐 e-골프, 폭스바겐 ID.3이다. 소수의 전기차 제조업체만이 트랙션 배터리에 NMC 음극을 사용하지 않는다. 테슬라는 중요한 예외로, 차량에 리튬 니켈 코발트 알루미늄 산화물 및 인산철 리튬 배터리를 사용한다. 2015년, 일론 머스크는 가정용 저장 장치인 테슬라 파워월이 유닛의 수명 동안 충전/방전 주기 수를 늘리기 위해 NMC를 기반으로 한다고 보고했다.
휴대폰/스마트폰, 노트북, 페달렉과 같은 모바일 전자 기기도 NMC 기반 배터리를 사용할 수 있다. 이러한 응용 분야는 이전에는 거의 전적으로 리튬 코발트 산화물 배터리를 사용했다. NMC 배터리의 또 다른 응용 분야는 배터리 에너지 저장소이다. 2016년에 한국에 총 용량 15 MWh의 두 가지 저장 시스템이 설치되었다. 2017년에는 호주 웨스턴오스트레일리아주 뉴먼에 용량 11 MWh의 35 MW NMC 배터리가 설치 및 가동되었다.

## 같이 보기
- 리튬 이온 전지
- 리튬 코발트 산화물
- 인산철 리튬
- 카림 자기브